# Carlo Barberini (1562-1630)
Pour les articles homonymes, voir Famille Barberini et Carlo Barberini.
Carlo Barberini, duc de Monterotondo (28 mai 1562 – 26 février 1630), est un noble italien de la famille Barberini et lieutenant général de l'armée papale. Il est le frère de Maffeo Barberini, qui est élu au trône papal en tant que pape Urbain VIII.

## Biographie
Carlo Barberini est le fils d'Antonio Barberini et de Camilla Barbadori. En tant que fils aîné, il devient patriarche de la famille Barberini. Son autre frère est le cardinal Antonio Barberini (le Vieux).
En 1594, il épouse Costanza Magalotti (1575–1644), fille de Vincenzo Magalotti et Clarice Capponi et sœur de Lorenzo Magalotti.
Ils ont sept enfants, dont Taddeo Barberini, Francesco Barberini et Antonio Barberini (le Jeune), et un qui est mort en bas âge. Lorsque le frère de Barberini est élu au trône papal en tant que pape Urbain VIII, Francesco et Antonio sont tous deux élevés au rang de cardinal. Taddeo reçoit le titre de prince de Palestrina, plus tard transmis aux patriarches successifs de la famille Barberini.
Carlo Barberini n'échappe pas au fameux népotisme de son frère; il est nommé Gonfalonier de l'Église et duc de Monterotondo, une commune italienne achetée plus tard par Barberini.
En 1626, il publie un traité concernant la réorganisation disciplinaire et administrative de l'armée papale. Il laisse également un synopsis inédit sur Le Prince de Nicolas Machiavel.

## Enfants
- Francesco Barberini (1596-1597), mort en bas âge ;
- Francesco Barberini (1597-1679), devint cardinal à Rome ;
- Camilla Barberini, religieuse au couvent des Carmélites de Sainte-Marie-des-Anges à Florence ;
- Maria Barberini Duglioli (1599-1621), épousa Tolomeo Duglioli en 1618, morte en accouchant à 22 ans[3];
- Taddeo Barberini, prince de Palestrina et héritier principal ;
- Donna Clarice Barberini (1606-1665), religieuse au couvent des Carmélites de Sainte-Marie-des-Anges à Florence[4] ;
- Antonio Barberini (1607-1671), devint cardinal à Rome.

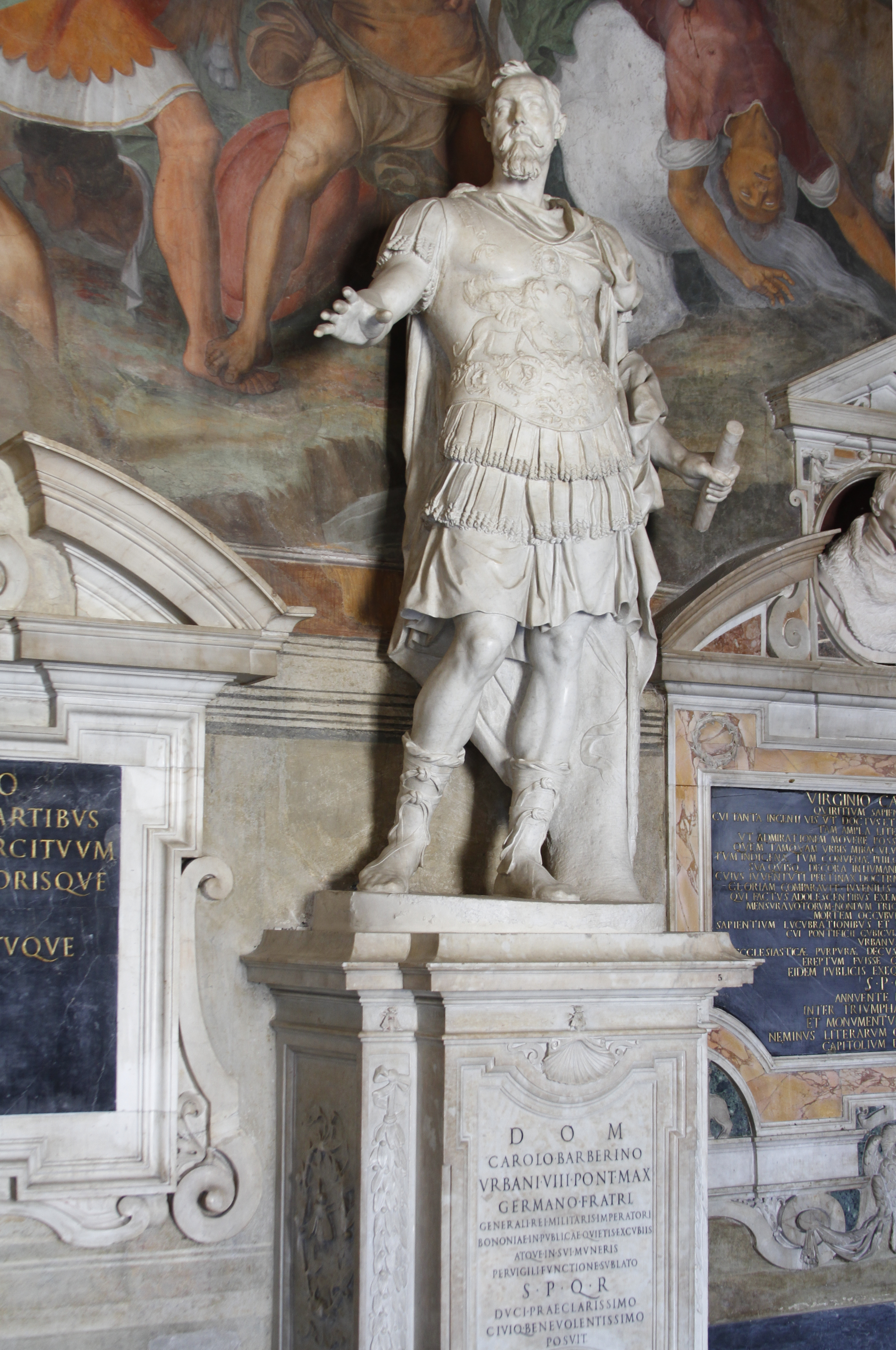
Carlo Barberini au Musée du Capitole